# Theresa Wolff – Lost
Theresa Wolff – Lost ist ein deutscher Fernsehfilm von Hansjörg Thurn aus dem Jahr 2024 und die fünfte Folge der ZDF-Kriminalfilmreihe Theresa Wolff – Der Thüringenkrimi mit Nina Gummich in der Titelrolle als Rechtsmedizinerin. Die Episode hat eine Länge von ca. 90 Minuten und wurde am 23. November 2024 auf dem Sendeplatz ZDF-Samstagskrimi erstmals im deutschen Fernsehen ausgestrahlt. Seine Premiere feierte der Film bereits am 20. März 2024 auf dem Deutschen Fernsehkrimi Festival.

## Handlung
Rechtsmedizinerin Theresa Wolff wird aus einer Vorlesung heraus zu einem Tatort gerufen. In einem leerstehenden Haus, das als Jugendtreff genutzt wird, wurde die Leiche der 17-jährigen Emilia Geissler entdeckt. Auf den ersten Blick ist nicht erkennbar, ob ein Tötungsdelikt oder ein Suizid vorliegt.
Als Theresa Wolff mit der Obduktion beginnen will, stürmt ein bewaffneter junger Mann den Sektionssaal, in dem sich neben Wolff auch ihr Praktikant Jost und Mitarbeiter Zeidler befinden. Aufgeregt und sichtlich planlos fordert Latif Lahani freien Abzug für sich und seine Freundin auf dem Sektionstisch, die er als seine Frau bezeichnet. Als Zeidler den Geiselnehmer überwältigen will, wird er im Gerangel von ihm angeschossen, was allen den Ernst der Lage klarmacht. Theresa Wolff, die sich nicht einschüchtern lässt, versucht deeskalierend auf den Mann einzureden und ihm die Aussichtslosigkeit seiner Lage begreiflich zu machen. Derweil rückt auf dem Außengelände das SEK an. Dessen Einsatzleiterin Nikola Meyer ist fest entschlossen, die Geiselnahme – nötigenfalls auch durch einen gezielten Schuss auf Lahani – zu beenden. Hauptkommissar Bruno Lewandowski, der davon ausgeht, dass nicht nur der Geiselnehmer, sondern auch Wolff in ihrer Art unberechenbar ist, bietet sich im Tausch gegen die Geiseln an. Das wird von der Einsatzleitung aber abgelehnt.
Theresa Wolff lässt sich nach wie vor nicht von Latif Lahani einschüchtern und kann ihn sogar davon überzeugen, ihre Zeit zu nutzen, um die wahren Umstände des Todes seiner Freundin herauszufinden. Es sei ihrer Meinung nach nicht klar, ob sich Emilia wirklich selbst das Leben genommen hat. Lahani beginnt sich zu beruhigen, und in einem Moment der Unachtsamkeit wird er von Jost Breitling niedergeschlagen, sodass sich alle drei Geiseln in einen anderen Raum und somit in Sicherheit bringen können. Kurz darauf gelingt es dem SEK, sich Zutritt zu den Räumlichkeiten zu verschaffen, doch damit Lahani nicht gleich erschossen wird, stellt sich Wolff schützend vor ihn. Sowohl sie als auch ihr Praktikant bleiben freiwillig, lediglich der verletzte Zeidler lässt sich aus der Gefahrenzone bringen. 
Zurück im Sektionssaal will Wolff die Wahrheit herausfinden. Nach Lahanis Angaben war Emilia aktive Turnerin und hatte häufig starke Schmerzen; deshalb habe sie sich oft eine Plastiktüte über den Kopf gezogen, um sich durch die infolge des Sauerstoffmangels auftretende Euphorie Erleichterung zu verschaffen. Wolff gibt das zu denken, sie macht CT-Aufnahmen von Emilia und erkennt so unzählige alte und inzwischen verheilte Knochenbrüche. Ihre Eltern hatten ihre Tochter von Kindheit an zum Sport gedrängt, was diese aber nicht so sehen wollen. Der ehrgeizige Vater brachte Emilia sogar dazu, einen Schwangerschaftsabbruch vornehmen zu lassen.
Die Lage droht zu eskalieren, als sich der Vater des Opfers einmischt und Lahani provoziert. Damit will Konrad Geissler aber nur von seiner Mitschuld ablenken, denn er hatte seine Tochter zu dem Abbruch gedrängt, was sie nur schwer verkraftet hat. Mit zu viel Schmerzmittel im Blut hatte sie es an dem Abend nicht mehr geschafft, sich die Plastiktüte wieder vom Kopf zu ziehen und war erstickt. Weil man sie nicht in ihrem Zimmer finden sollte, hatte ihr Vater sie nachts am späteren Fundort abgelegt, in der Hoffnung, man würde die Tat ihrem Freund zuschreiben.

## Produktionsnotizen
Die Dreharbeiten für Theresa Wolff – Lost fanden im Juni und Juli 2023 in Jena und Bad Berka statt. Gedreht wurde unter anderem in der Sophienheilstätte, einer ehemaligen Lungenheilanstalt in München, einem Ortsteil von Bad Berka im Weimarer Land. Sie gilt als das größte heute noch erhaltene Fachwerkhaus Europas. Die Innenaufnahmen entstanden größtenteils in der ehemaligen Hals-Nasen-Ohrenklinik (HNO) des Universitätsklinikums, die Außenaufnahmen sowie einige wenige Innenaufnahmen im bzw. vor dem Institut für Anorganische und Analytische Chemie der Friedrich-Schiller-Universität Jena.

## Rezeption

### Kritiken
Auf tittelbach.tv urteilte  Tilmann P. Gangloff: „Nicht zuletzt dank der Musik (Johannes Kobilke) hält ‚Lost‘ ein durchgehend hohes Spannungsniveau, obwohl sich die Handlung über weite Strecken nur im Sektionsraum abspielt. Zwischendurch schaut der Film immer wieder mal im Wagen der Einsatzleitung vorbei, wo sich Meyer und Lewandowski ein kleines Kompetenzgerangel liefern, weil der Kripobeamte hier eigentlich nichts zu suchen hat und außerdem ahnt, dass Wolff den Mann mit der Waffe provozieren wird, aber letztlich ist ‚Lost‘, der drittletzte Auftritt der seit 2021 von Nina Gummich unverwechselbar verkörperten Rechtsmedizinerin, ein Psychoduell.“
Oliver Armknecht von film-rezensionen.de wertete: Der Film „kombiniert eine Kammerspiel-Spurensuche mit einem Geiselnahme-Thriller, wenn das Rechtsmedizin-Trio von dem Mann einer Toten gefangen genommen wird. Die Kombination ist ungewöhnlich, funktioniert auch. Mit der Zeit kommen aber wieder ärgerliche Punkte, weshalb es nur fürs Mittelmaß reicht.“ „Da sind […] diverse Figuren […] die nervig sind oder sich zumindest kaum nachvollziehbar verhalten“ und aus „dem interessanten Szenario wird letztendlich […] zu wenig gemacht. Hinzu kommt die wenig befriedigende Auflösung.“
Bei Prisma.de schrieb Elisa Eberle: „Lost“ „erzählt eine ungewöhnliche und gleichsam schockierende Geschichte. Das unkonventionelle Verhalten der Titelheldin, die buchstäblich ihr Leben aufs Spiel setzt, um den Fall zu lösen, macht dabei wieder einmal den besonderen Reiz.“
Evangelisch.de lobt unter anderem die Bildgestaltung und den Einsatz der Lichteffekte im Sektionssaal. „Die Leiche erstrahlt nun in einem geradezu verklärenden Licht, das sie wie eine Märtyrerin erscheinen lässt, was der Realität durchaus nahekommt: Der Thriller ist in Wahrheit eine Tragödie.“

### Einschaltquoten
Die Erstausstrahlung von Theresa Wolff – Lost am 23. November 2024 wurde in Deutschland von 5,18 Millionen Zuschauern gesehen und erreichte einen Marktanteil von 21,2 % für das Zweite Deutschen Fernsehen.